# Ahuachapán (stad)
Ahuachapán is de hoofdstad van het het gelijknamige departement van El Salvador. De stad heeft 128.000 inwoners en ligt iets meer dan 15 kilometer van de grens met Guatemala.
Ongeveer zes kilometer ten zuidoosten van de stad ligt de vulkaan Cerro Las Ninfas.